# Shad Collins
Lester Rallington „Shad“ Collins (* 27. Juni 1910 in Elizabeth, New Jersey; † 6. Juni 1978 in New York) war ein US-amerikanischer Jazz-Trompeter des Swing.

## Leben und Wirken
Shad Collins wuchs als Sohn eines Geistlichen auf. Er spielte zunächst bei Charlie Dixon arbeitete zu Beginn der 1930er Jahre bei Eddie White, Chick Webb, Don Redman und Benny Carter, ab 1935 bei Teddy Hill, mit dem er 1937 in England und Frankreich tourte (und mit Django Reinhardt aufnahm). Ende der 1930er Jahre gehörte er der legendären Band von Count Basie mit Lester Young an, mit der die Aufnahmen für Decca entstanden. 1939 spielte er bei James P. Johnson, in den 1940er Jahren arbeitete er mit Helen Humes, Sam Price, Cab Calloway, Nat King Cole, Al Sears, Eddie Heywood und Cousin Joe. In den 1950er Jahren arbeitete Collins mit Hot Lips Page, 1954 im Vic Dickenson Septett, um anschließend bei Sam Taylor zu spielen; außerdem wirkte er an zahlreichen Projekten von Basie Alumnis wie „Basies Bad Boys“ mit Lester Young, der „Basie Reunion“ und dem Paul Quinichette Album For Basie (1957) mit.
Collins war auch als Komponist und Arrangeur tätig; er komponierte den Titel „Rock-A-Bye Basie“.